# Sneukeltoer De Pinte
Sneukeltoer De Pinte was een fietstocht die van 1996 tot 2015 elke zomer in het eerste weekend van augustus vertrok in De Pinte, een buurgemeente van Gent. Dit was een van de grotere fietstochten van Vlaanderen. De opbrengst ging integraal naar Kom Op Tegen Kanker.